# 孝子洞 (鐘路区)
孝子洞（ヒョジャどう、ヒョジャドン）は、ソウル特別市鐘路区にある法定洞である。行政洞の清雲孝子洞の管轄。北には宮井洞、東には世宗路、南には昌成洞、西には新橋洞・玉仁洞と接している。

## 洞名の由来
洞名は孝子で有名な、朝鮮中期の文臣である趙瑗の息子のヒジョンとヒチョル兄弟がここに住んでいたから、孝谷（ヒョゴク）と呼ばれたことから由来する。

## 歴史
朝鮮初期には漢城府北部順化坊地域だった。1914年には、京城府北部孝谷・白狗洞・洞谷・毓祥宮洞・壮洞・温井洞・新橋の各一部を統合して孝子洞とし、1936年、京城府孝子町に変わった。1943年、鐘路区孝子町に編入されて、1946年、日本式洞名を韓国式に改称する原則により、鐘路区孝子洞に変わって現在にいたる。
景福宮の近くにあるため、宦官の集団居住地だった。宦官の中では宮内で住む長番もあったが、通勤する出入番もあった。出入番の場合、妻妾を蓄えて豪華に住む人が多かった。日本統治時代には日本人集団居住地だった元暁路と、総督府の官舎があった孝子洞を繋ぐ電車路線が、今の孝子路に開設されていた。

## 名所
中国大使館と青瓦台、青瓦台舎廊チェが孝子洞に位置する。

## その他
映画『大統領の理髪師』は、原題が『孝子洞理髪師』となっている（主人公の経営する理髪店が孝子洞に立地していることに由来する）。